# Болтуш
Болтуш (марій. Полтыш) (прибл. 1513[джерело не вказане 4350 днів] — імовірно 26 квітня 1553) — Марійський князь, правитель Малмизького князівства, один з найвідоміших персонажів марійської історії.

## Ім'я
Етимологія імені походить від марійського «полдиш» — ґудзик.

## Біографія
Воєначальник лугових марі, який очолював боротьбу з військами Івана Грозного в середині XVI століття під час Першої чемериської війни . У 1552 році заснував фортецю Шанчара на річці Велика Кокшага (нині Санчурськ). Загинув при захисті своєї столиці Малмиж від гарматного ядра і був похований у кольчузі та з заколотим конем на вершині Болтушіної гори в Малмижі під керівництвом свого брата Токтауша. «Чемериси поховали його тіло на високій горі, яка досі називається Болтушевою; і цим збережена пам'ять імені цього володоря» (Ричков 1772). За іншою версією, «Болтуш був похований у човні з міддю в озері Тарєлка, і цей човен виходив з озера вночі, о 12 годині рівно. Цей скарб можна було бачити, не блимаючи, не кашляючи, не рухаючись і не кажучи. А якщо вбити людину і кинути в озеро, то вона сама вийде» (Худяков, «Легенди про могилу князя Болтуша»). «Раз на рік, уночі, Полтиш виходить з могили й дивиться на свої володіння з того самого місця, де на високому, стрімкому березі Шошми приносилися жертви та де лежить жертовний камінь, що весь почорнів від диму. Навколо священного багаття збираються душі загиблих у бою».

## Сім'я
Його наступник — князь Ішко, молодший брат — Токтауш, син Токтауша — Паймас. Нащадки Паймаса мешкають досі в Марі-Малмижі і мають прізвища Васильєві. Згідно з легендою дружина Болтуша — Шошма (марій. «Весна»), побачивши смерть чоловіка, кинулася з гори в річку, яка потім стала називатися її ім'ям. Проте, найімовірніше, назву річки дали праудмурти, які мешкали на В'ятці до марійців.

## Пам'ять
- З 1990 року в Республіці Марій Ел у ймовірний день смерті Болтуша, 26 квітня, офіційно відзначається День національного героя[2].
- 2003 року Центром-музеєм ім. В. Колумба видано книгу «Полтыш — князь черемисский. Малмыжский край»[3].
- 6 серпня 2011 року на Болтушіній горі відбулося відкриття пам'ятника князю[4].